# Zatoka Olutorska
Zatoka Olutorska (ros. Олюторский залив) – zatoka Morza Beringa, w azjatyckiej części Rosji. Leży u północno-wschodniego wybrzeża Kamczatki, pomiędzy półwyspami Gowena (na zachodzie) i Olutorskim (na wschodzie); długość 83 km, szerokość u wejścia (pomiędzy przylądkami Gowena i Olutorskim) 228 km, głębokość do około 1000 m; posiada niewielkie zatoki drugorzędne. 
Przez większą część roku pokryta lodem.
Część zatoki obejmuje Rezerwat Koriacki.